# Eli P. Ashmun
Eli Porter Ashmun (* 24. Juni 1770 bei Albany, Provinz New York; † 10. Mai 1819 in Northampton, Massachusetts) war ein US-amerikanischer Politiker (Föderalistische Partei), der den Bundesstaat Massachusetts im US-Senat vertrat.

## Werdegang
Eli Ashmun kam in einem kleinen am Hudson River gelegenen Dorf nördlich von Albany zur Welt. Er besuchte die örtlichen Schulen und später das Middlebury College, an dem er im Jahr 1807 seinen Abschluss machte. Zu dieser Zeit war er bereits politisch tätig gewesen: Von 1803 bis 1804 gehörte er dem Repräsentantenhaus von Massachusetts an. Nach abgeschlossenem Studium der Rechtswissenschaften wurde Ashmun in die Anwaltskammer des Staates aufgenommen und begann in Blandford als Jurist zu praktizieren. Während dieser Zeit wurde auch sein Sohn George geboren, der später ebenfalls Politiker wurde und von 1845 bis 1851 für Massachusetts im Repräsentantenhaus der Vereinigten Staaten saß. Ashmuns Ehefrau Lucy starb bereits 1812 im Alter von 37 Jahren.
1807 zog Ashmun nach Northampton, wo er weiter seiner juristischen Tätigkeit nachging. Von 1808 bis 1810 sowie im Jahr 1813 war er Mitglied des Senats von Massachusetts; 1816 gehörte er zum Beratergremium des Gouverneurs (Governor's Council). Nach dem Rücktritt von US-Senator Christopher Gore wurde Eli Ashmun dann zu dessen Nachfolger gewählt. Er nahm sein Mandat im Kongress vom 12. Juni 1816 bis zu seinem eigenen Rücktritt am 10. Mai 1818 wahr. Im folgenden Jahr starb er in Northampton.